# Günter Barié
Günter Barié (* 1. Oktober 1907; † 23. November 1991) war ein deutscher Manager.

## Leben
Barié wurde 1933 an der Friedrich-Alexander-Universität Erlangen-Nürnberg zum Doktor der Rechte promoviert. Später war er Direktor des Daimler-Benz-Werkes in Mannheim.
Am 5. Juli 1974 wurde Barié mit 58 von 90 Stimmen vom Landtag von Baden-Württemberg als Nachfolger von Eugen Klaussner zum stellvertretenden Richter in der Gruppe „ohne Befähigung zum Richteramt“ am Staatsgerichtshof für das Land Baden-Württemberg gewählt. Er amtierte bis 1982.

## Ehrenamt
Barié engagierte sich im Allgemeinen Schnauferl-Club.

## Ehrungen und Auszeichnungen
- Verdienstkreuz 1. Klasse der Bundesrepublik Deutschland (1967)
- Ehrensenator der Universität Mannheim (1968)[1]

## Werke
- Die strafrechtliche Kausalitätstheorie des Reichsgerichts bei der Unterlassung, Düren 1934.